# Ayu Yoneda
Ayu Yoneda (米田 あゆ, Yoneda Ayu) est une astronaute japonaise de l'Agence d'exploration aérospatiale japonaise dont la sélection a été annoncée en février 2023. Elle a été sélectionnée parmi 4 127 candidats.

## Carrière
Diplômée de l'école de médecine de l'université de Tokyo, Yoneda est une chirurgienne du Centre médical de la Croix-Rouge japonaise qui travaille à l'hôpital de Toranomon à Tokyo.
Elle a été lycéenne à Nishinomiya, dans la préfecture de Hyōgo et a également étudié en Suisse.